# Zbrocze

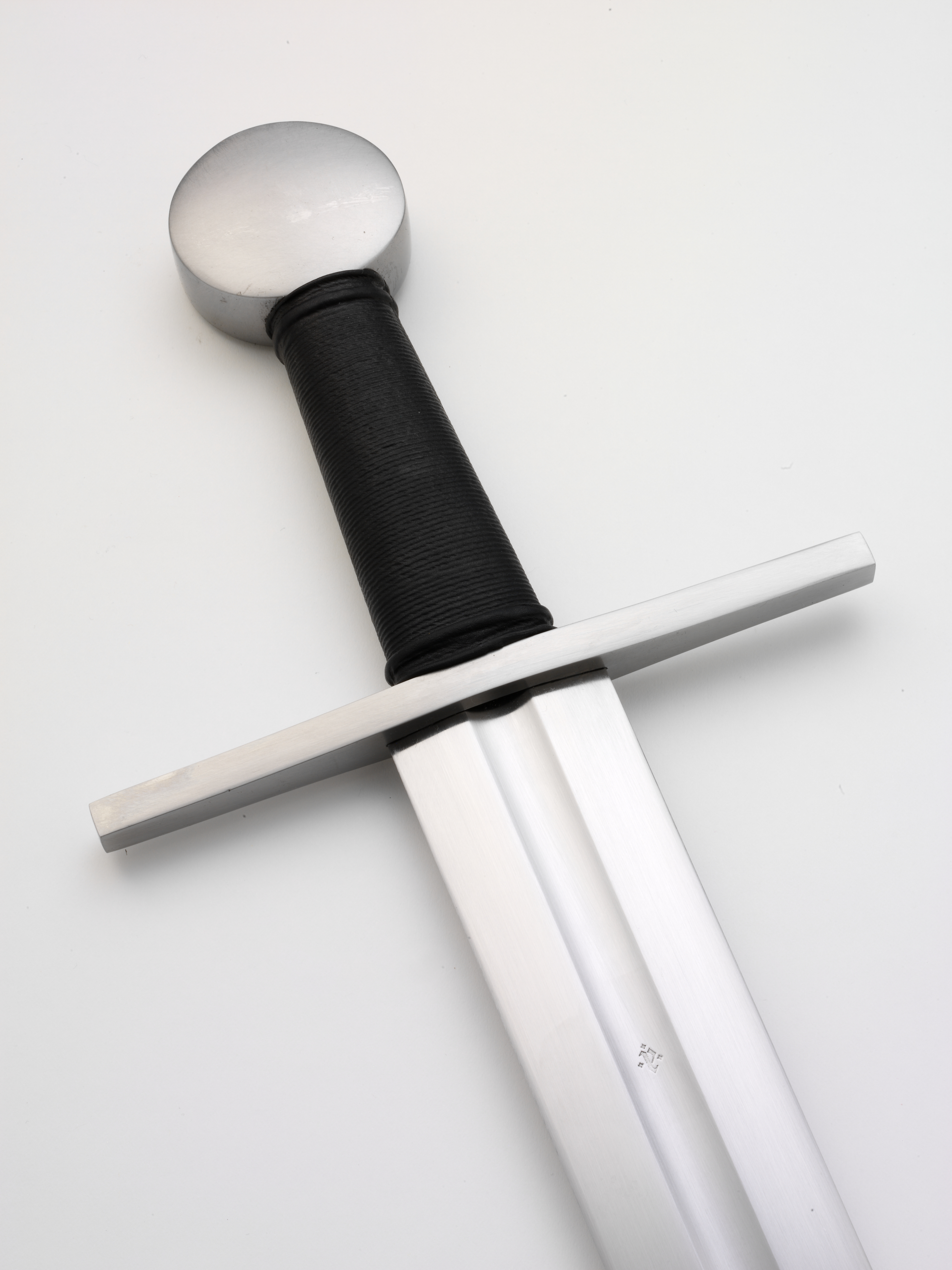
Zbrocze

Zbrocze – płytkie zagłębienie wytwarzane na głowni broni białej (wzdłuż jej osi). Funkcją zbrocza jest zwiększenie sztywności i wytrzymałości głowni, co jednocześnie umożliwia zredukowanie jej masy względem egzemplarzy nie wyposażonych w ten element.
Zbrocze najczęściej występuje w formie pojedynczego zagłębienia, ale zdarzają się również formy podwójne lub potrójne (rzadziej w większej liczbie). Wąskie zbrocze określane jest jako bruzda, natomiast jego najwęższy rodzaj jako strudzina lub struzina.
Popularnym błędem jest interpretowanie funkcji zbrocza jako elementu którym ma spływać krew po ugodzeniu ofiary, w rzeczywistości jest to jednak wyłącznie element konstrukcyjny – technologiczny.

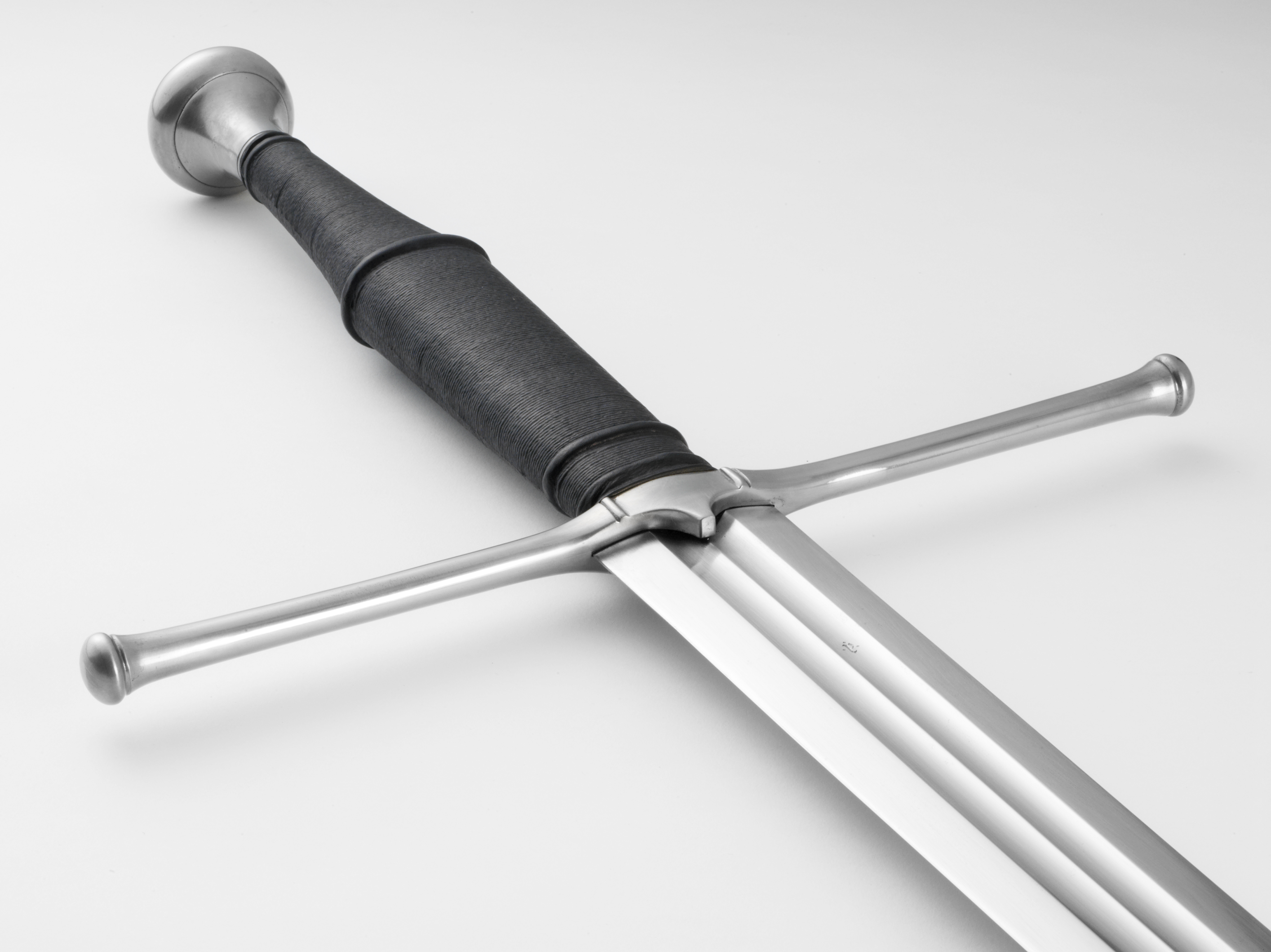
Bruzda (podwójna)
Strudzina (potrójna)
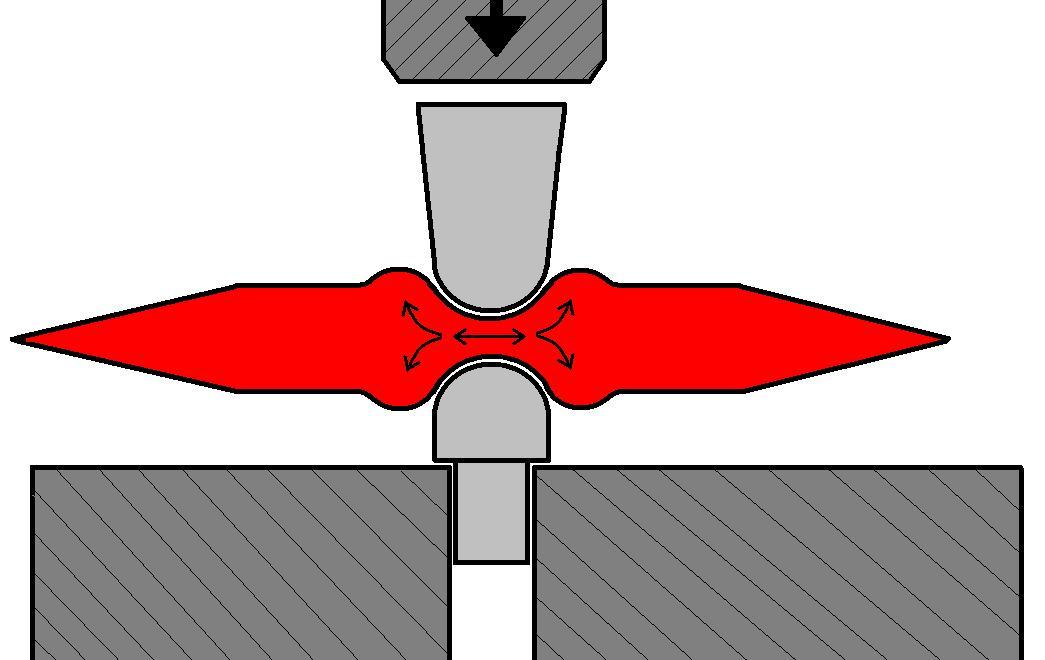
Przykład techniki wykuwania zbrocza